# 巴爾代約夫區

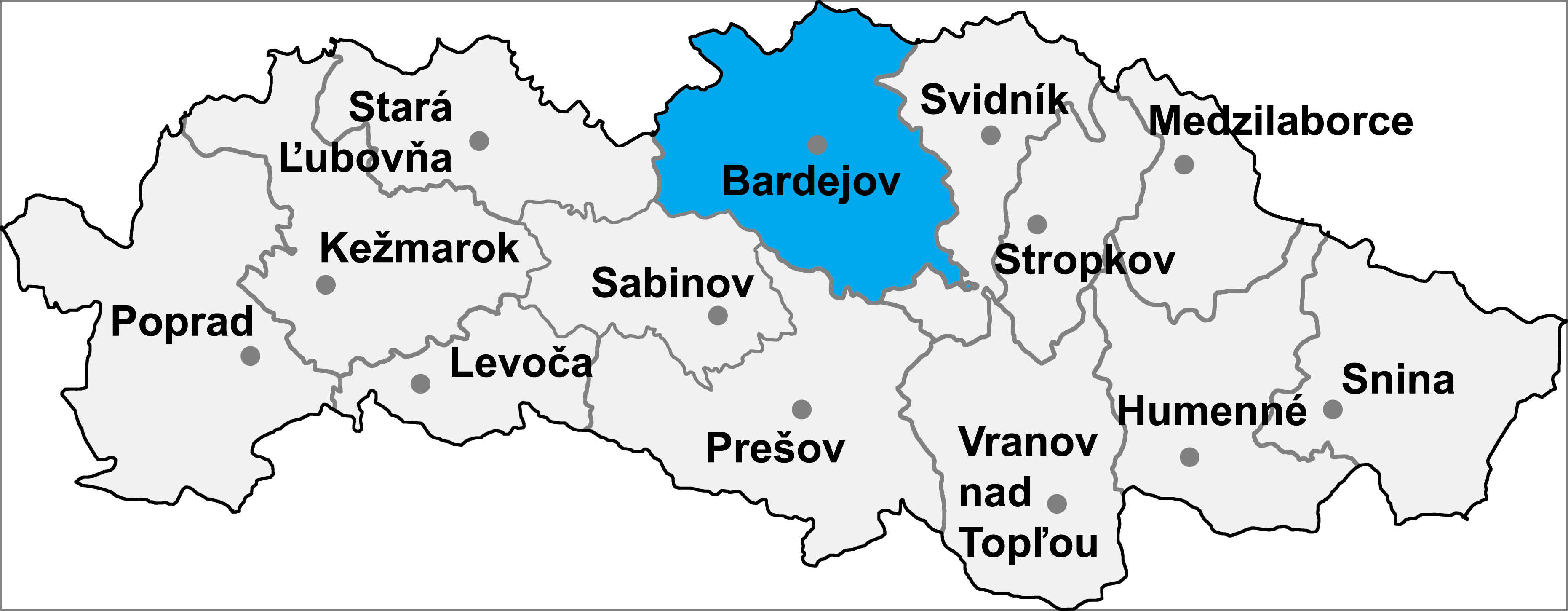
巴尔代约夫区在普雷绍夫州的位置

巴尔代约夫区是斯洛伐克普雷绍夫州的区份，位于该州北部。总面积937平方公里，总人口75,793（2013年12月31日），人口密度81人/平方公里。